# Petit étang de Biscarrosse
Le petit étang de Biscarrosse (en gascon, estanhòt de Biscarròssa) est un des grands lacs landais. Il se situe dans la commune de Biscarrosse, dans le département français des Landes.

## Présentation
Le petit étang de Biscarrosse fait 1,5 km de long sur 500 m de large. Le niveau moyen de ses eaux est à 21 m d'altitude. Le canal des Landes le relie au nord au lac de Cazaux et de Sanguinet et au sud au lac de Biscarrosse et de Parentis. Ce même canal a fait l'objet d'une déviation et il contourne et longe le petit étang de Biscarrosse sur son flanc oriental.

## Intérêt écologique
En France métropolitaine, les zones humides couvrent 3 % du territoire mais hébergent un tiers des espèces végétales remarquables ou menacées, la moitié des espèces d'oiseaux et la totalité des amphibiens et poissons d'eau douce. Ce sont des lieux d'abri, de nourrissage et de reproduction pour de nombreuses espèces, indispensables à la reproduction des batraciens. Elles constituent des étapes migratoires, des lieux de reproduction et d'hivernage pour de nombreuses espèces d'oiseaux. Le rôle écologique des zones humides dans les Landes y est d'autant plus important que la majorité d’entre elles ont disparu à la suite des grands travaux d’assèchement entrepris sous Napoléon III dans le cadre de la loi du 19 juin 1857.

### Classement
Le petit étang de Biscarrosse et marais associés font l'objet d'un inventaire ZNIEFF de type 1. L'étang est site inscrit par arrêté du 16 août 1977 au titre des Étangs landais nord. Il est enfin constitutif du site Natura 2000 « Zones humides de l'arrière dune du Pays de Born et de Buch ».